# 5 Pułk Strzelców Podhalańskich im. gen. Andrzeja Galicy
5 Pułk Strzelców Podhalańskich im. gen. Andrzeja Galicy – pułk piechoty górskiej Sił Zbrojnych RP.

## Historia
W 1956 roku sformowano w KBW Samodzielny Batalion Piechoty Górskiej, umundurowany tradycyjnie – jak jednostki strzelców podhalańskich przed wojną. W listopadzie 1960 roku batalion został włączony do 5 Brygady KBW im. Ziemi Krakowskiej, przeformowanej w  grudniu 1966 roku w 5 Podhalańską Brygadę Wojsk Obrony Wewnętrznej im. Ziemi Krakowskiej. Na bazie brygady 1989 roku sformowano 5 Pułk Strzelców Podhalańskich im. gen. Andrzeja Galicy.
W 1992 roku pułk wszedł w podporządkowanie nowo tworzonego Krakowskiego Okręgu Wojskowego.  W 1993 roku,  na bazie 9 Dywizji Zmechanizowanej i 5 Pułku Strzelców Podhalańskich Ziemi Krakowskiej powstała 21 Brygada Strzelców Podhalańskich.